# 勝瀬卓也
勝瀬 卓也（かつせ たくや、1977年2月1日 - ）は、神奈川県を登録地とする競輪選手。日本競輪学校第84期生。師匠は千葉幸彦（46期）。

## 来歴
競輪学校の在校競走成績は6位（29勝）。
2000年4月2日、花月園競輪場でデビューし初勝利を挙げた。さらに翌日、翌々日も勝ち、完全優勝を達成。
2007年と2008年はGIへの出場機会があったが、その後3年間はなかった。2011年の競輪祭以降はほぼ常時GI出場機会を得るようになり、2013年の第56回オールスター競輪（京王閣競輪場）でGI初優出を果たし3位に入った。
在住する川崎市に、自らがオーナーを務めるジムを2010年に開設している。